# Tilsi
Tilsi är en ort i Estland. Den ligger i Laheda kommun och landskapet Põlvamaa, i den sydöstra delen av landet, 210 km sydost om huvudstaden Tallinn. Tilsi ligger 86 meter över havet och antalet invånare är 430.
Terrängen runt Tilsi är platt, och sluttar österut. Runt Tilsi är det glesbefolkat, med 13 invånare per kvadratkilometer. Närmaste större samhälle är Põlva, 10,0 km norr om Tilsi. Trakten runt Tilsi består till största delen av jordbruksmark.